# 기질성
기질성(氣質性)은 개인의 생리적 현상 또는 물리적인 신체적 상태가 원인이 되어 장애가 나타나는 증상을 가리킨다. 정신적ㆍ심리적 원인으로 생기는 심인성과는 반대되며 외상적인 것과는 구별될수있는 의학용어이다.

## 기질성 뇌 증후군
기질성 뇌 증후군은 일시적이거나 영구적인 뇌의 기능 장애로 인해 나타나는 행동, 주의력, 집중력, 기억력 관련 장애와 혼동, 불안, 우울 등 정신적인 증상이다.

## 기질성 정신증후군
기질성 정신증후군 또는 기질성 정신질환증후군(器質性精神疾患症候群)은 뇌의 기능 저하로 야기되거나 뇌의 일시적 혹은 영구적 기능 장애를 동반하는 인지적 또는 행동적 장애이다.

## 심인성
한편 심인성(心因性)은 심리학에서 어떤 병이나 증상 따위가 정신적ㆍ심리적 원인으로 생기는 성질을 가리키며 이러한 심인성 반응은 정신적ㆍ심리적 원인으로 일어나는 정신 장애로 분류될수있다. 증상에 따라 심인성 구토(心因性嘔吐) 증상이나 심인성 두통(心因性頭痛),망상증, 히스테리 반응 따위가 있다.

## 같이 보기
- ICD-10
- DSM-5